# 水鸟虱科
水鸟虱科（学名：Laemobothriidae），也称大毛蝨科、大羽蝨科，为啮虫目的一个科。

## 下级分类
本科包括以下属：
- Eulaemobothrion Ewing, 1929
- 水鸟虱属 Laemobothrion Nitzsch, 1818